# توموهون
توموهون (بالإنجليزية: Tomohon)‏ هي معلم جغرافي تقع في إندونيسيا في سولاوسي الشمالية. يقدر عدد سكانها بـ 93,857 نسمة ومساحتها 147.11 كم2 .

## المناخ
يظهر الجدول التالي التغييرات المناخية على مدار السنة لتوموهون:
| البيانات المناخية لـتوموهون                                   | البيانات المناخية لـتوموهون | البيانات المناخية لـتوموهون | البيانات المناخية لـتوموهون | البيانات المناخية لـتوموهون | البيانات المناخية لـتوموهون | البيانات المناخية لـتوموهون | البيانات المناخية لـتوموهون | البيانات المناخية لـتوموهون | البيانات المناخية لـتوموهون | البيانات المناخية لـتوموهون | البيانات المناخية لـتوموهون | البيانات المناخية لـتوموهون | البيانات المناخية لـتوموهون |
| الشهر                                                         | يناير                       | فبراير                      | مارس                        | أبريل                       | مايو                        | يونيو                       | يوليو                       | أغسطس                       | سبتمبر                      | أكتوبر                      | نوفمبر                      | ديسمبر                      | المعدل السنوي               |
| ------------------------------------------------------------- | --------------------------- | --------------------------- | --------------------------- | --------------------------- | --------------------------- | --------------------------- | --------------------------- | --------------------------- | --------------------------- | --------------------------- | --------------------------- | --------------------------- | --------------------------- |
| متوسط درجة الحرارة الكبرى °م (°ف)                             | 25.7 (78.3)                 | 25.7 (78.3)                 | 26.1 (79.0)                 | 26.6 (79.9)                 | 26.6 (79.9)                 | 26.3 (79.3)                 | 26.3 (79.3)                 | 26.9 (80.4)                 | 27.2 (81.0)                 | 27.5 (81.5)                 | 26.9 (80.4)                 | 26.1 (79.0)                 | 26.5 (79.7)                 |
| المتوسط اليومي °م (°ف)                                        | 21.8 (71.2)                 | 21.7 (71.1)                 | 22.1 (71.8)                 | 22.3 (72.1)                 | 22.6 (72.7)                 | 22.3 (72.1)                 | 22.3 (72.1)                 | 22.5 (72.5)                 | 22.4 (72.3)                 | 22.6 (72.7)                 | 22.4 (72.3)                 | 22 (72)                     | 22.3 (72.1)                 |
| متوسط درجة الحرارة الصغرى °م (°ف)                             | 17.9 (64.2)                 | 17.8 (64.0)                 | 18.2 (64.8)                 | 18.1 (64.6)                 | 18.7 (65.7)                 | 18.4 (65.1)                 | 18.3 (64.9)                 | 18.1 (64.6)                 | 17.6 (63.7)                 | 17.7 (63.9)                 | 18 (64)                     | 18 (64)                     | 18.1 (64.6)                 |
| الهطول مم (إنش)                                               | 257 (10.1)                  | 211 (8.3)                   | 215 (8.5)                   | 221 (8.7)                   | 250 (9.8)                   | 175 (6.9)                   | 121 (4.8)                   | 91 (3.6)                    | 117 (4.6)                   | 180 (7.1)                   | 241 (9.5)                   | 245 (9.6)                   | 2٬324 (91.5)                |
| متوسط الرطوبة النسبية (%)                                     | 89                          | 88                          | 84                          | 82                          | 76                          | 79                          | 65                          | 58                          | 57                          | 59                          | 86                          | 87                          | 75.8                        |
| المصدر #1: Climate-Data.org                                   |                             |                             |                             |                             |                             |                             |                             |                             |                             |                             |                             |                             |                             |
| المصدر #2: Badan Pusat Statistik Kota Tomohon (humidity only) |                             |                             |                             |                             |                             |                             |                             |                             |                             |                             |                             |                             |                             |